# عمر بن احمد شاهین
ابوحفص عمر بن احمد بن عثمان بن احمد بن محمد بن ایوب بن ازداذ بغدادی معروف به ابن شاهین (۲۹۷ – ۳۸۵ هجری) از راویان حدیث اهل سنت بود. از آثار او عبارتند از: تفسیر ابن شاهین، کتاب فضائل شهر رمضان، کتاب الترغیب فی فضائل الأعمال وثواب ذلک، کتاب تاریخ أسماء الثقات، کتاب فضائل سیدة النساء، کتاب حدیث عمر بن أحمد، کتاب شرح مذاهب أهل السنة، کتاب ناسخ الحدیث ومنسوخه.